# Кургаљско полуострво
Кургаљско полуострво (рус. Кургальский полуостров; фин. Kurkolanniemi) малено је полуострво на крајњем северозападу европског дела Руске Федерације. Полуострво се налази у западном делу Лењинградске области, залази у јужне делове акваторије Финског залива и целом својом територијом административно припада Кингисепшком општинском рејону.
Полуострво раздваја Нарвски залив на југозападу од Лушког залива на североистоку. Ка мору најистуренија тачка полуострва је рт Питкенен Нос. Јужним делом полуострва протиче река Луга са својим рукавцем Вибјом. Терититорија полуострва је доста ниска и замочварена, а значајан део површине представља заштићено Рамсарско подручје Кургаљски резерват природе. Највиша тачка полуострва је узвишење Городок које лежи на надморској висини од 47 метара, док се просечне надморске висине крећу између 15 и 28 метара. Геолошки гледано, полуострво представља благо заталасано подручје прекривено плитким наслагама моренског порекла. На полуострву се налазе бројна мања слатководна језера, а највеће међу њима је Бело језеро, док је највеће слано језеро Липовско.
Полуострво се налази у зони умереноконтиненталне климе са јасно израженим маритимним утицајима. Просечна јулска температура ваздуха има вредности од око +15 °C, односно месеца јануара од око −5 °C. Просечна годишња сума падавина је 700 мм, а већина их се у виду кише излучи током летњег дела године. Просечна дебљина снежног покривача је око 40 cm, и на тлу се задржава до 120 дана годишње. Околне воде прекривене су ледом од децембра до марта.